# Трансверсальність

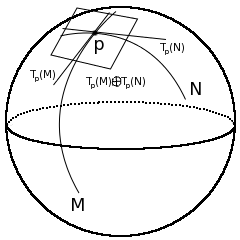
Трансверсальний перетин многовидів M і N

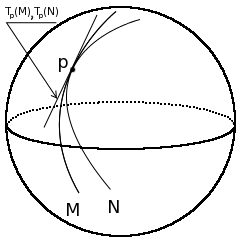
Не трансверсальний перетин многовидів M і N

У математиці говорять, що многовиди M і N перетинаються трансверсально, якщо в кожній точці p їх перетину, відповідні дотичні простори {\displaystyle T_{p}(M)} і {\displaystyle T_{p}(N)} породжують дотичний простір початкового простору в точці p.
Іншими словами, трансверсальність перетину многовидів є запереченням ситуації дотичності многовидів.